# Batalha de Hemmingstedt

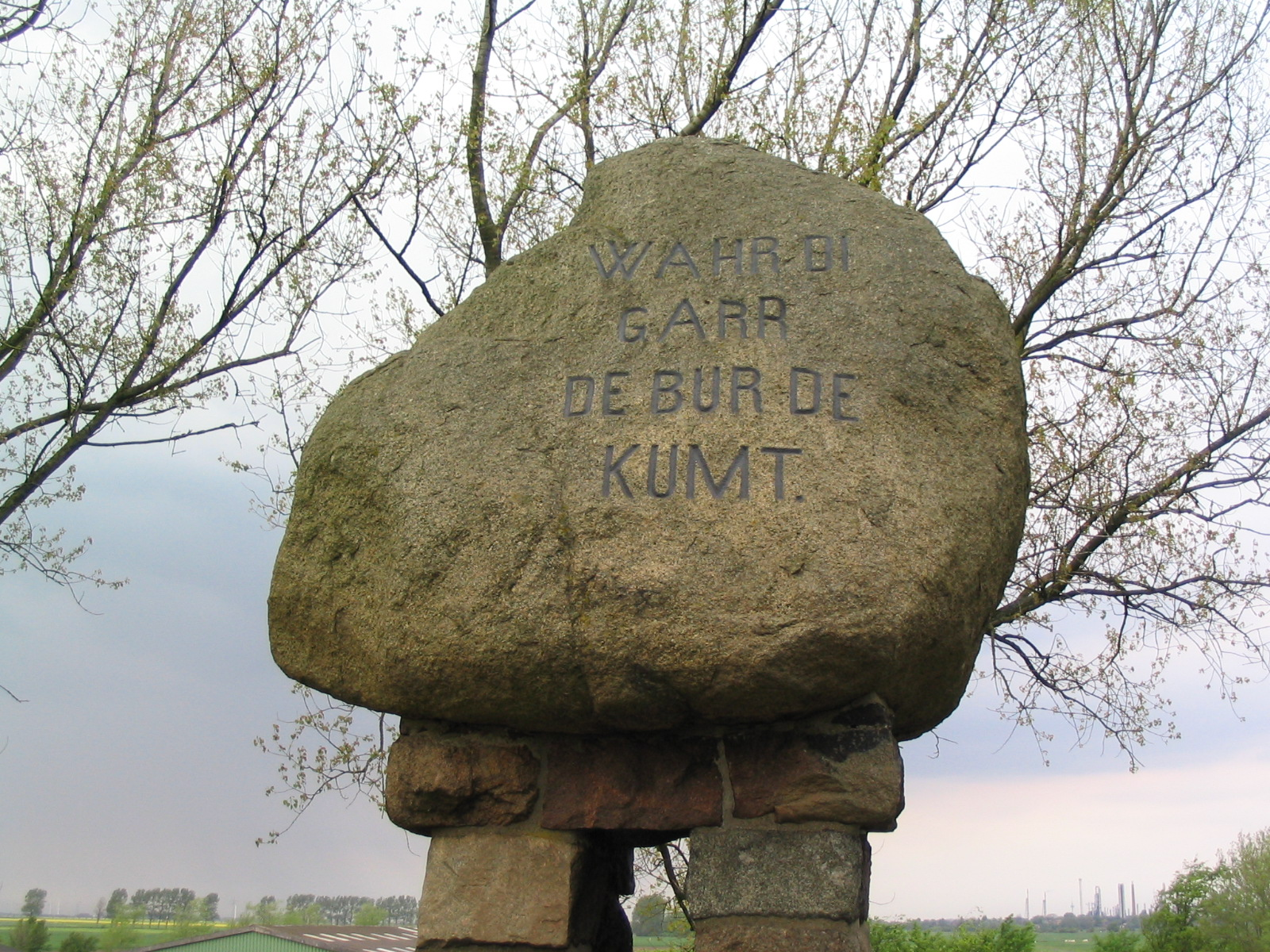
Memorial em Epenwöhrden com o grito de batalha: "Wahr di, Garr, de Buer de kumt" (Cuidado guarda, o camponês está chegando)

A Batalha de Hemmingstedt ocorreu em 17 de fevereiro de 1500 ao sul da vila de Hemmingstedt, perto da atual localidade de Epenwöhrden, na parte ocidental do que hoje é Schleswig-Holstein, Alemanha. Tratou-se de uma tentativa do rei João da Dinamarca e de seu irmão Duque Frederico, que eram co-duques de Schleswig e Holstein, de subjugar os camponeses de Dithmarschen, que haviam estabelecido uma república camponesa na costa do Mar do Norte. João era, à época, também rei da União de Kalmar.

## Forças
O exército ducal consistia na "Great Guard", 4000 Landsknechts, comandados por um nobre menor (Junker) chamado Thomas Slentz, 2000 cavaleiros pesadamente armados, cerca de 1000 artilheiros e 5000 populares. Os defensores somavam, no máximo, 6000 homens, todos camponeses.

## Uso do terreno
Depois de conquistar a vila de Meldorf, o exército ducal avançou, mas foi detido em uma barricada equipada com canhões. Os defensores abriram ao menos uma comporta para inundar a terra, que rapidamente se transformou em atoleiro e lagoas rasas. Espremido em uma estrada estreita, sem terreno sólido para manobrar, o exército ducal não pôde aproveitar sua superioridade numérica. Os camponeses, levemente equipados e familiarizados com o terreno, usavam varas para saltar sobre as valas. A maior parte dos soldados ducais não foi morta por armas inimigas, mas se afogou. A tentativa de conquista foi assim repelida. Não se sabe ao certo as baixas dos Dithmarsianos, mas dinamarqueses e holandeses perderam juntos mais da metade de seu exército, cerca de 7 000 mortos e 1 500 feridos.
Após a batalha, os dithmarsianos enterraram os corpos dos soldados comuns do inimigo, mas, por seu desprezo pela nobreza, deixaram os corpos dos nobres apodrecendo nos campos.

## Personalidades; reais e imaginadas

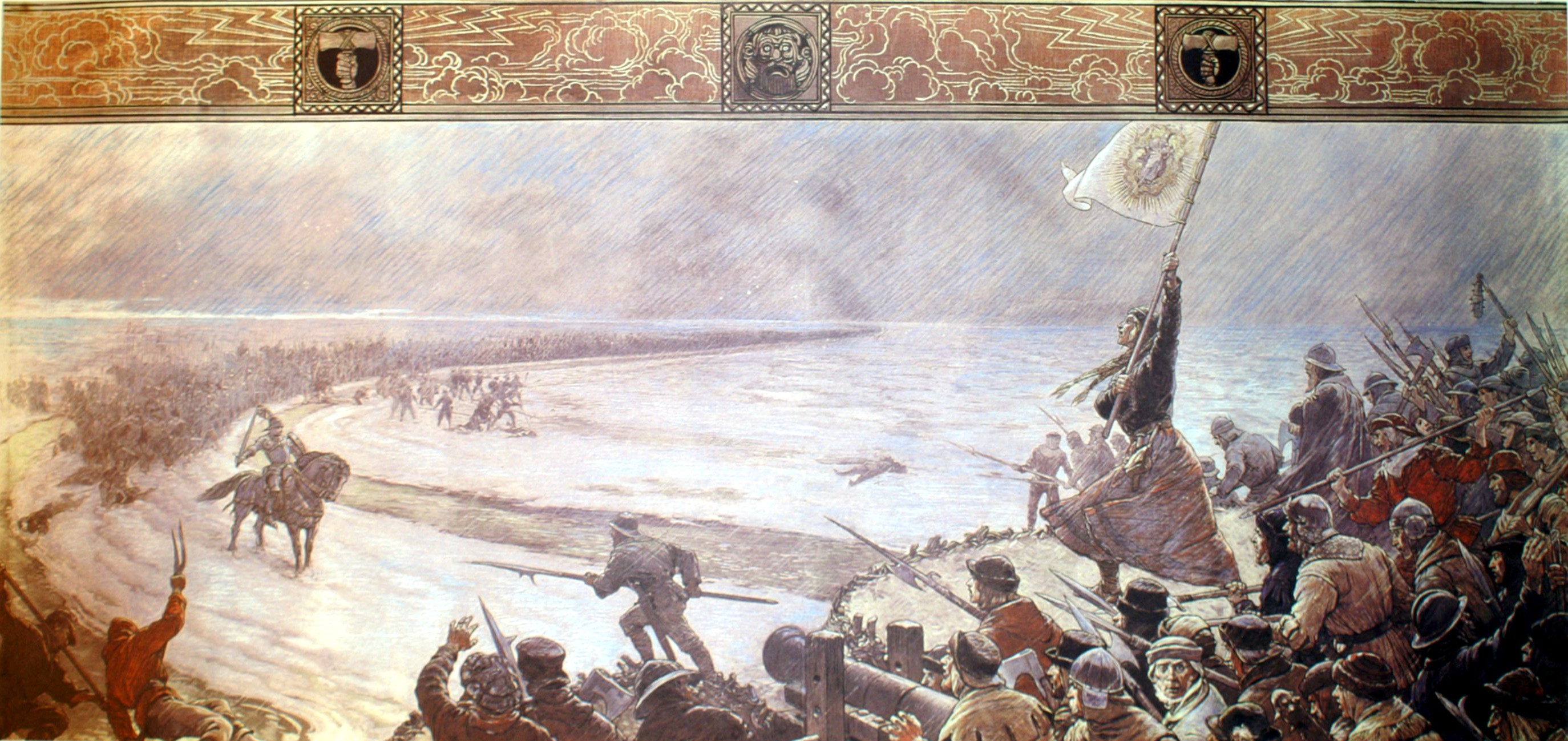
A Batalha de Hemmingstedt em uma pintura histórica de 1910 por Max Friedrich Koch, no salão de assembleia do antigo prédio distrital em Meldorf. A lendária virgem Telse agita o estandarte da então santa padroeira de Dithmarschen, Maria de Nazaré.

O camponês Wulf Isebrand (falecido em 1506) foi o líder e organizador da defesa camponesa. Embora fosse uma pessoa real, não há provas da existência de outros participantes da batalha. Por exemplo, o lendário Reimer von Wiemerstedt teria matado Junker Slentz, o chefe da Great Guard. Outra participante de existência duvidosa foi a virgem Telse.

## Uso propagandístico
Muitos detalhes sobre a batalha foram inventados posteriormente para heroizar os defensores. Em 1900, um monumento em homenagem aos defensores foi erguido. O culto atingiu seu auge durante a era nazista, quando membros locais do partido usaram os nomes dos participantes da batalha em sua propaganda. Hoje, existe um museu mais neutro no local, em memória da batalha.

## Legado
A Batalha de Hemmingstedt é um exemplo clássico de uso do terreno em táticas militares. Os dithmarsianos haviam feito um voto de doar um mosteiro em honra da então padroeira nacional Maria de Nazaré se conseguissem repelir a invasão. Em 1513, eles fundaram um convento franciscano em Lunden, cumprindo sua promessa. Os dithmarsianos também capturaram diversos estandartes e bandeiras dos inimigos derrotados, entre eles o Danebrog. Eles foram expostos na Igreja de São Nicolau em Wöhrden até que Frederico II da Dinamarca, vitorioso na Última Disputa contra Dithmarschen em 1559, obrigou os dithmarsianos a devolvê-los.